# Peor es Nada
Peor es Nada je sídlo v Chile, které je součástí obce Chimbarongo v regionu Libertador General Bernardo O'Higgins. Žije v něm okolo 1900 osob. Obyvatelé se zabývají hlavně zemědělstvím (pěstování jablek a broskví).
Název znamená v překladu „Lepší než nic“. Vznikl v době, kdy majitelé místních pozemků Agustín Sánchez a Juana Ibarra rozdělovali dědictví svým dětem a nejmladší dcera těmito slovy komentovala svůj skromný podíl. Kuriózní název sídla přitahuje pozornost turistů.